# Maciej Kuś
Maciej Kuś (ur. 2 sierpnia 1982 w Sosnowcu) – polski łyżwiarz figurowy, występujący w kategorii solistów; dwukrotny Mistrz Polski seniorów, uczestnik licznych imprez międzynarodowych, w tym Mistrzostw Europy i Świata.
Po zakończeniu kariery zawodniczej, pracował w charakterze trenera w Norwegii i Stanach Zjednoczonych.

## Wybrane osiągnięcia
JGP: cykl Grand Prix Juniorów
| Zawody międzynarodowe                      | Zawody międzynarodowe | Zawody międzynarodowe | Zawody międzynarodowe | Zawody międzynarodowe | Zawody międzynarodowe |
| Zawody                                     | 00–01                 | 01–02                 | 02–03                 | 03–04                 | 04–05                 |
| ------------------------------------------ | --------------------- | --------------------- | --------------------- | --------------------- | --------------------- |
| Mistrzostwa Świata                         |                       |                       | 31                    |                       | 36                    |
| Mistrzostwa Europy                         |                       |                       |                       |                       | 28                    |
| Finlandia Trophy                           |                       |                       |                       |                       | 14                    |
| Golden Spin of Zagreb                      |                       |                       | 17                    |                       |                       |
| Nebelhorn Trophy                           |                       |                       | 12                    | 12                    | 11                    |
| Memoriał Ondreja Nepeli                    |                       |                       | 7                     |                       |                       |
| Memoriał Karla Schäfera                    |                       |                       | 12                    |                       | 5                     |
| Uniwersjada                                |                       |                       |                       |                       | 16                    |
| Zawody międzynarodowe w kategorii Juniorów |                       |                       |                       |                       |                       |
| Mistrzostwa Świata Juniorów                |                       | 23                    |                       |                       |                       |
| JGP Grand Prix Juniorów, Włochy            |                       | 16                    |                       |                       |                       |
| JGP Grand Prix Juniorów, Polska            | 14                    | 9                     |                       |                       |                       |
| Grand Prize SNP                            |                       | 1 J.                  |                       |                       |                       |
| Skate Helena                               |                       | 1 J.                  |                       |                       |                       |
| Zawody krajowe                             |                       |                       |                       |                       |                       |
| Mistrzostwa Polski                         |                       | 1 J.                  |                       | 1                     | 1                     |
| J: poziom Juniora                          |                       |                       |                       |                       |                       |